# Выборы в Учредительное собрание Исландии (2010)
Выборы в Учредительное собрание Исландии прошли 27 ноября 2010 года. По итогам выборов должно было быть сформировано Учредительное собрание, которое должно было пересмотреть конституцию страны.
Процесс выборов в Учредительное собрание называют уникальным: избрано от 25 делегатов, которые будут получать зарплату депутата Альтинга. Учредительное собрание в своей работе будет использовать мнения 1000 случайно выбранных исландцев в возрасте от 18 до 89 лет. Организаторы выборов называют их первым изменением конституции с применением прямой демократии в истории человечества.
По результатам выборов было избрано 25 человек (15 мужчин и 10 женщин). Среди них были также такие фигуры, как активистка движения за права людей с инвалидностью Фрейя Харальдсдоуттир, электрик, профсоюзный лидер и отец певицы Бьорк Гудмундюр Гуннарссон, руководительница исландской IT-компании, разработавшей онлайн-игру EVE Online, Дёгг Хардардоуттир, известный на международном уровне экономист Торвальдюр Гильфасон. Явка составила 36 %.
По мнению премьер-министра Йоханны Сигурдардоттир, обновлённая всеми исландцами конституция должна была способствовать восстановлению страны после финансового кризиса 2008 года. По её словам, обычные граждане таким образом будут прямо заинтересованы к участию в изменении конституции. Новый вариант Конституции планировалось вынести на референдум до 2012 года.
Отмечается, что ранее Конституция Исландии представляла собой несколько видоизменённую Конституцию Дании.
Но в итоге в январе 2011 года Верховный суд Исландии признал выборы в Учредительное собрание недействительными.